# Ulrich Brockhaus
Ulrich Brockhaus (* 14. April 1936 in Wuppertal) ist ein deutscher evangelikaler Theologe, ehemaliger Verleger des R. Brockhaus Verlags und Autor.

## Leben
Ulrich Brockhaus ist ein Ururenkel von Carl Brockhaus und ein Urenkel von Rudolf Brockhaus, den Begründern des R. Brockhaus Verlags. Er absolvierte eine Lehre zum Buchhändler und studierte danach in Berlin, Hamburg, Amsterdam und Bonn Theologie. Nach seinem Examen wurde er in Amsterdam zum Dr. theol. promoviert.
1969 trat er in fünfter Generation in den R. Brockhaus Verlag zunächst als Lektor ein und wurde 1974 Geschäftsführer. Unter seiner Leitung wurde bis 1985 die Elberfelder Bibelübersetzung grundlegend überarbeitet. 2001 zog sich Brockhaus in den Ruhestand zurück. Der Verlag wurde von der Stiftung Christliche Medien in Witten übernommen.

## Engagement
Brockhaus engagierte sich ehrenamtlich in der Arbeitsgemeinschaft der Brüdergemeinden im Bund Evangelisch-Freikirchlicher Gemeinden in Deutschland, im Hauptvorstand der Deutschen Evangelischen Allianz und im Vorstand des Missionshauses Bibelschule Wiedenest. Er war 1971 Mitbegründer der ABCteam-Verlagskooperation und 1978 der Theologischen Verlagsgemeinschaft.
2003 erhielt Brockhaus für sein Lebenswerk und seinen Einsatz für die internationale Zusammenarbeit konfessioneller Verlage einen Ehrenpreis der Evangelical Christian Publishers Association (ECPA).

## Werke
- Bearbeitung der deutschen Ausgabe von Harold H. Rowley (Hrsg.): Atlas zur Bibel, R. Brockhaus, Wuppertal 1965, 12. Aufl. 1997, ISBN 978-3-417-24671-1.
- Charisma und Amt. Die paulinische Charismen-Lehre auf dem Hintergrund frühchristlicher Gemeindefunktionen. TVG Wissenschaftliche Bücher, R. Brockhaus, Wuppertal 1972 (2. Auflage 1975, ISBN 3-7974-0042-X)